# Max Lundgren
Pour les articles homonymes, voir Lundgren.
Max Lundgren (né le 22 mars 1937 à Landskrona et mort de le 27 mai 2005 à Malmö) est un auteur de bande dessinée et auteur jeunesse suédois. Plusieurs de ses ouvrages ont été adaptés pour la télévision ou le cinéma.

## Œuvres choisies
- Omin Hambbe i Slättköping, 1966
- Pojken med guldbyxorna, 1967
  - L'étrange histoire de Mats Nilsson (Éditions de l'amitié-G. T. Rageot, coll. Bibliothèque de l'amitié, 1978)
- Åshöjdens bollklubb, 1967
- Ole kallar mej Lise, 1969
  - Pour l'amour de Lise (Éditions de l'amitié-G. T. Rageot, coll. Les chemins de l'amitié, 1973)
- Sommarflickan, 1971
  - L'été ne finira jamais (Éditions de l'amitié-G. T. Rageot, coll. Les chemins de l'amitié, 1974)
- IFK Trumslagaren, 1972
- IFK Trumslagaren och Lillis, 1973
- IFK Trumslagaren och Chris, 1975

## Distinctions
- 1965 : Prix Albert Bonniers pour les jeunes ou nouveaux auteurs (sv)
- 1967 : Éfélant de l'Expressen (sv) pour Pojken med guldbyxorna (sv)
- 1968 : Prix Nils Holgersson pour Pojken med guldbyxorna et Åshöjdens bollklubb
- 1968 : (international) « Honor List »[1], de l' IBBY, pour Omin Hambbe it Slattkoping
- 1983 : Bourse 91:an
- 1987 : Prix littéraire et artistique d'ABF (sv) pour l'ensemble de son œuvre
- 1991 : Prix Astrid Lindgren pour l'ensemble de son œuvre